# Squaliolus aliae
Squaliolus aliae, també conegut com a tauró pigmeu d'ull petit, és una espècie de tauró la família Dalatiidae i és considerat com el tauró més petit del món.

## Troballa
El tauró va ser descrit l'any 1959, per l'ictiòleg taiwanès H. T. Teng. Aquesta espècie habita en les aigües pertanyents a Austràlia, Japó i de les Illes Filipines.

## Hàbitat i característiques
Hábita en els oceans a una profunditat de fins a 2.000 metres, i s'alimenta de cefalòpodes i peixos petits.